# Karmelitinnenkloster Paray-le-Monial

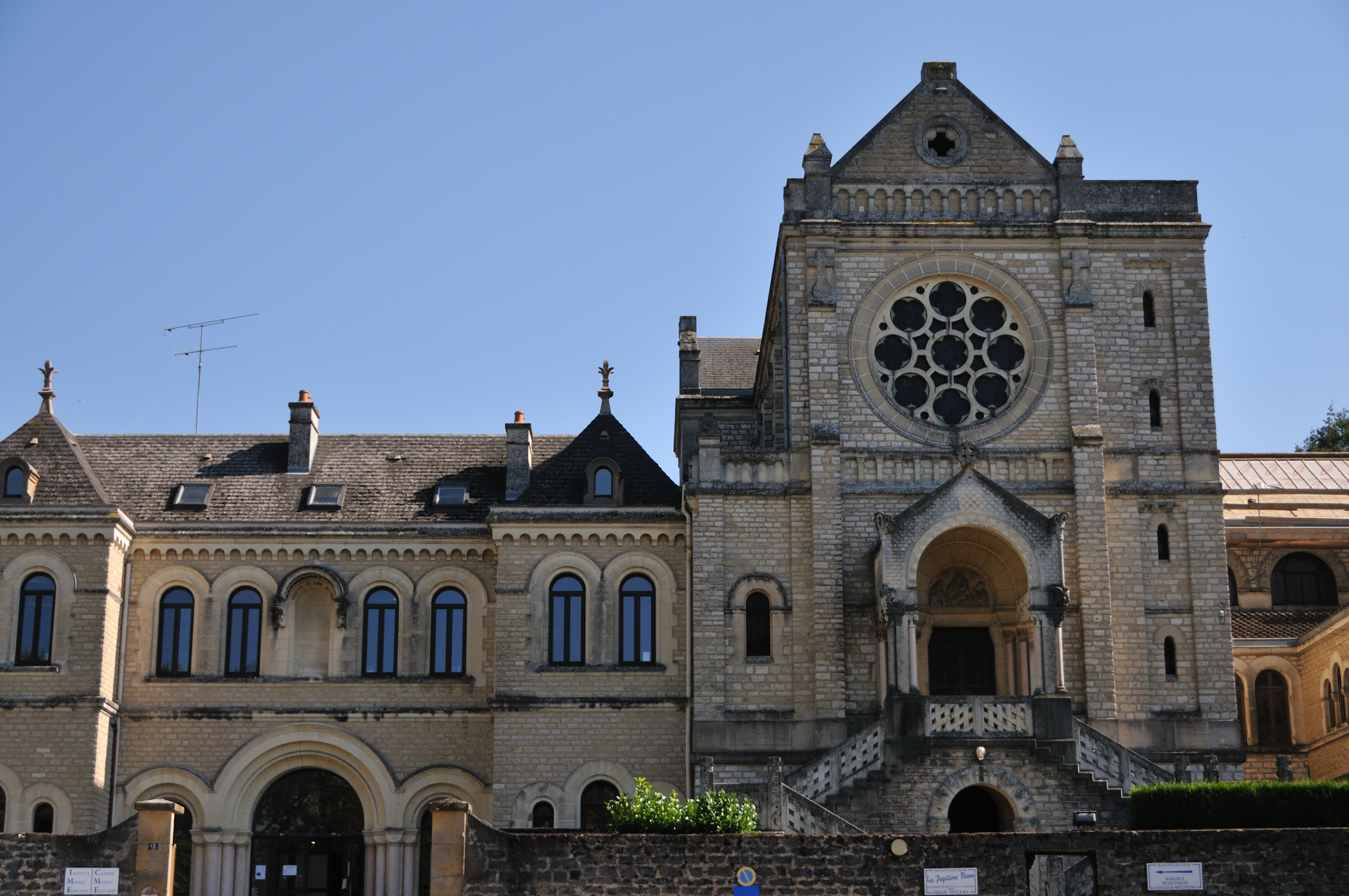
Ehemaliges Karmelitinnenkloster Paray-le-Monial

Das Karmelitinnenkloster Paray-le-Monial war ein Kloster der Unbeschuhten Karmelitinnen in Paray-le-Monial, Département Saône-et-Loire, im Bistum Autun in Frankreich.

## Geschichte
Karmelitinnen aus Dijon (seit 1979 Karmelitinnenkloster Flavignerot) gründeten 1901 den Karmel von Paray-le-Monial und bauten ein Kloster zwischen der Avenue de Charolles und der Rue de Survaux (nahe dem Schnittpunkt).  Als 1917 Alessandra di Rudini (eingetreten 1911 als Marie de Jésus, zuvor Geliebte des Dichters Gabriele D’Annunzio), Oberin wurde, gingen von Paray-le-Monial drei Gründungen aus, 1919 der Karmel Montmartre, 1922 der Karmel Le Reposoir und 1924 der Karmel Valenciennes. Im Unterschied zu diesen Gründungen ist das Kloster Paray inzwischen aufgegeben. Auch die Gründung eines Freundeskreises 1978 hatte den Karmel nicht halten können. 1984 verließ der Konvent Paray und wechselte in das neu gebaute Kloster Surieu. In Paray wird das Klostergebäude anderweitig genutzt.